# Football Club de Sète 34 2008-2009
Questa voce raccoglie le informazioni riguardanti il Football Club de Sète nelle competizioni ufficiali della stagione 2008-2009. 

## Rosa
| N. |                    | Ruolo | Calciatore            |
| -- | ------------------ | ----- | --------------------- |
| 1  | Francia (bandiera) | P     | Hendrick Riviere      |
| 2  | Francia (bandiera) | D     | Vivian Dors           |
| 3  | Francia (bandiera) | D     | Nicolas Priet         |
| 4  | Marocco (bandiera) | D     | Abdel Kharrazi        |
| 5  | Francia (bandiera) | C     | Sébastien Michalowski |
| 6  | Algeria (bandiera) | C     | Féthi Mohad           |
| 7  | Francia (bandiera) | C     | Grégory Scaffa        |
| 8  | Francia (bandiera) | A     | Loïc Chaveriat        |
| 9  | Francia (bandiera) | A     | Christophe Rouve      |
| 10 | Francia (bandiera) | C     | Dominique Aulanier    |
| 11 | Marocco (bandiera) | A     | Driss Abahlil         |
| 12 | Francia (bandiera) | C     | Romain Canales        |
| 13 | Francia (bandiera) | D     | Alexandre Faure       |
| 14 | Francia (bandiera) | D     | Xavier Burdin         |
| 15 | Francia (bandiera) | C     | Grégory Dufrennes     |
| 16 | Guinea (bandiera)  | P     | Naby Yattara          |

| N. |                           | Ruolo | Calciatore                |
| -- | ------------------------- | ----- | ------------------------- |
| 17 | Francia (bandiera)        | A     | Anthony Fori              |
| 18 | Tunisia (bandiera)        | A     | Mohammed Benhassen        |
| 19 | Francia (bandiera)        | A     | Julien Schulzendorf       |
| 20 | Francia (bandiera)        | D     | Julien Vellas             |
| 21 | Tunisia (bandiera)        | D     | Mélik Belkaiss            |
| 22 | Francia (bandiera)        | C     | Valentin Capelli          |
| 24 | Capo Verde (bandiera)     | C     | Miguel Alves (calciatore) |
| 25 | Francia (bandiera)        | C     | Pierre Goaziou            |
| 26 | Francia (bandiera)        | D     | Romain Rambier            |
| 27 | Camerun (bandiera)        | A     | Patrice Assouvie          |
| 28 | Francia (bandiera)        | C     | Stéphan De Rueda          |
| 29 | Algeria (bandiera)        | D     | Foued Taalat              |
| 30 | Francia (bandiera)        | A     | Mickaël Abrial            |
| 31 | Rep. del Congo (bandiera) | C     | Rosère Manguele           |
| 32 | Francia (bandiera)        | A     | Julien Valero             |
| 34 | Francia (bandiera)        | C     | Hugo Messens              |